# Kaldbaksbotnur

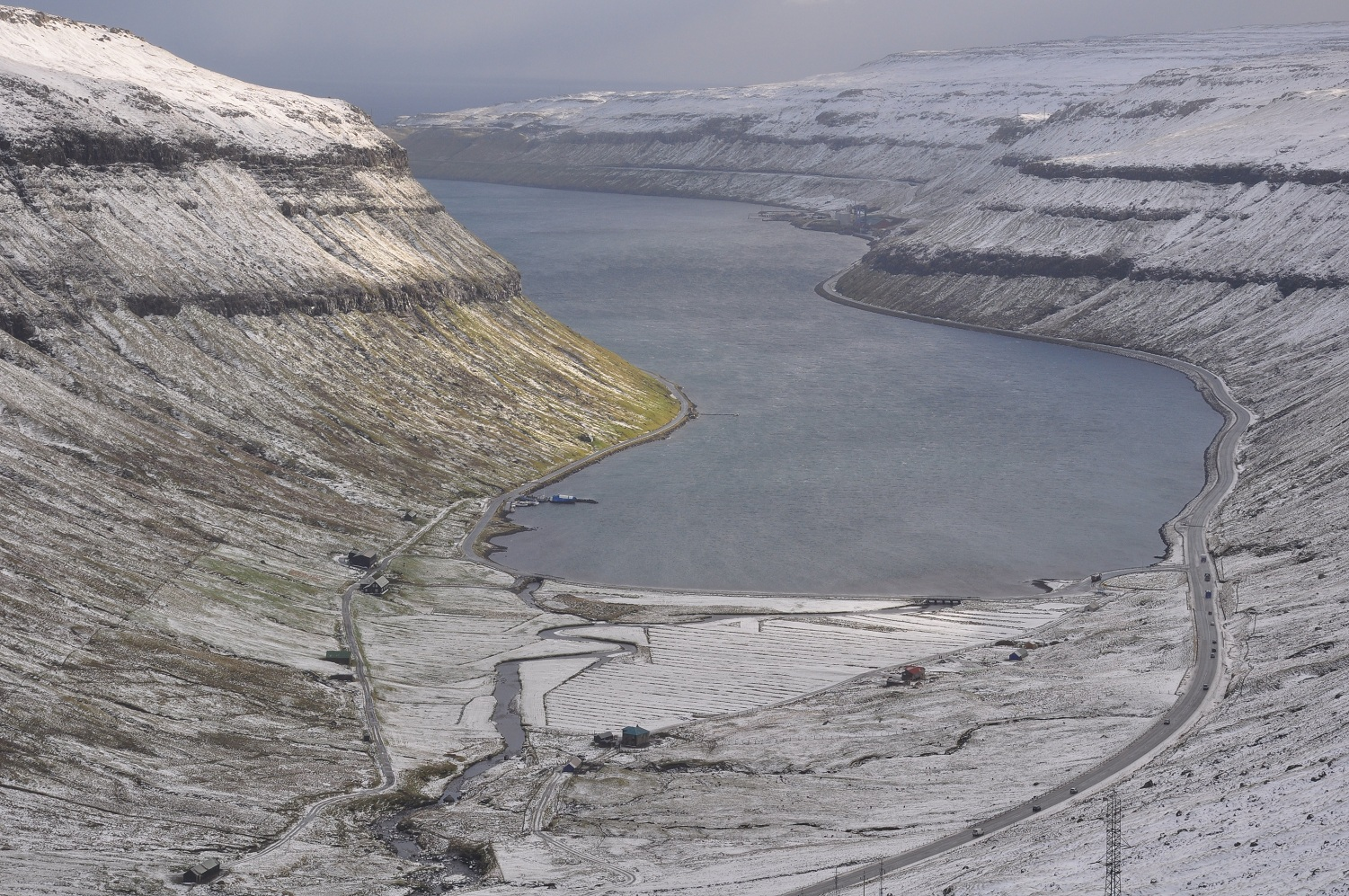
Kaldbaksbotnur

Kaldbaksbotnur este un oraș din Insulele Faroe.